# Здание аэроклуба (Саратов)
Здание аэроклуба по адресу Саратов, ул. Рабочая 22, — памятник архитектуры и истории регионального значения в стиле модерн, автор проекта М. Г. Зацепин, надзор над строительством — архитектор В. К. Карпенко. С 1993 года здание занимает региональное отделение ОАО «Лукойл», на средства которого памятник архитектуры был отреставрирован.

## История
Здание было построено в 1910 г. для германского консульства, открытие которого должно было способствовать упорядочиванию и эффективности торговых и экономических связей немецкого населения Поволжья с Германией. В строительстве консульского здания принимали участие местные немцы-предприниматели. Консульство было закрыто  в июле 1914 года в связи с началом I мировой войны. 
Проект здания «Дома немецкого общества» и Германского консульства подготовил в 1910 году саратовский архитектор Михаил Гаврилович Зацепин. Об этом сохранились сведения в «Личном листке члена Союза архитекторов М. Г. Зацепина», хранящемся ныне в Российском государственном архиве литературы и искусства (РГАЛИ).
Двухэтажное каменное здание выполнено в стилистике модерна, с использованием мотивов архитектуры готики. Уличный, главный, фасад симметричен: боковые ризалиты, хотя и различны по пластике, имеют практически одинаковые очертания. Материал фасада — простой лицевой кирпич, в покрытиях сочетаются кровельное железо и черепица. Центр всей композиции — узкий клинообразный аттик над ризалитом парадного входа с чердачным окном, повторяющем очертание этого завершения. Такие же стрельчатые окна-люкарны в декоративном ряду чердачных окон. Боковой аттик над проездной аркой в существовавший тогда двор со служебными строениями, лекальной формы с полукруглым окошком и лепной гирляндой под ним. Угол здания увенчан шлемообразным куполом кровли, над которым возвышается кованный из металла флюгер в виде петуха.
С 1933 года здание занимало городское отделение Осоавиахима (с 1951 года ДОСААФ) и аэроклуб. В этом здании проходили теоретические занятия аэроклуба. Практические занятия проходили на аэродроме Дубки. Среди выпускников аэроклуба было 26 Героев Советского Союза. Именно здесь в 1954—1955 годах обучался лётному делу Юрий Алексеевич Гагарин. 12 апреля 2011 года к 50летию первого полёта человека в космос на фасаде здания была открыта мемориальная плита со скульптурным изображением Ю. А. Гагарина, скульптор  С. Саранцев.

## Фотографии

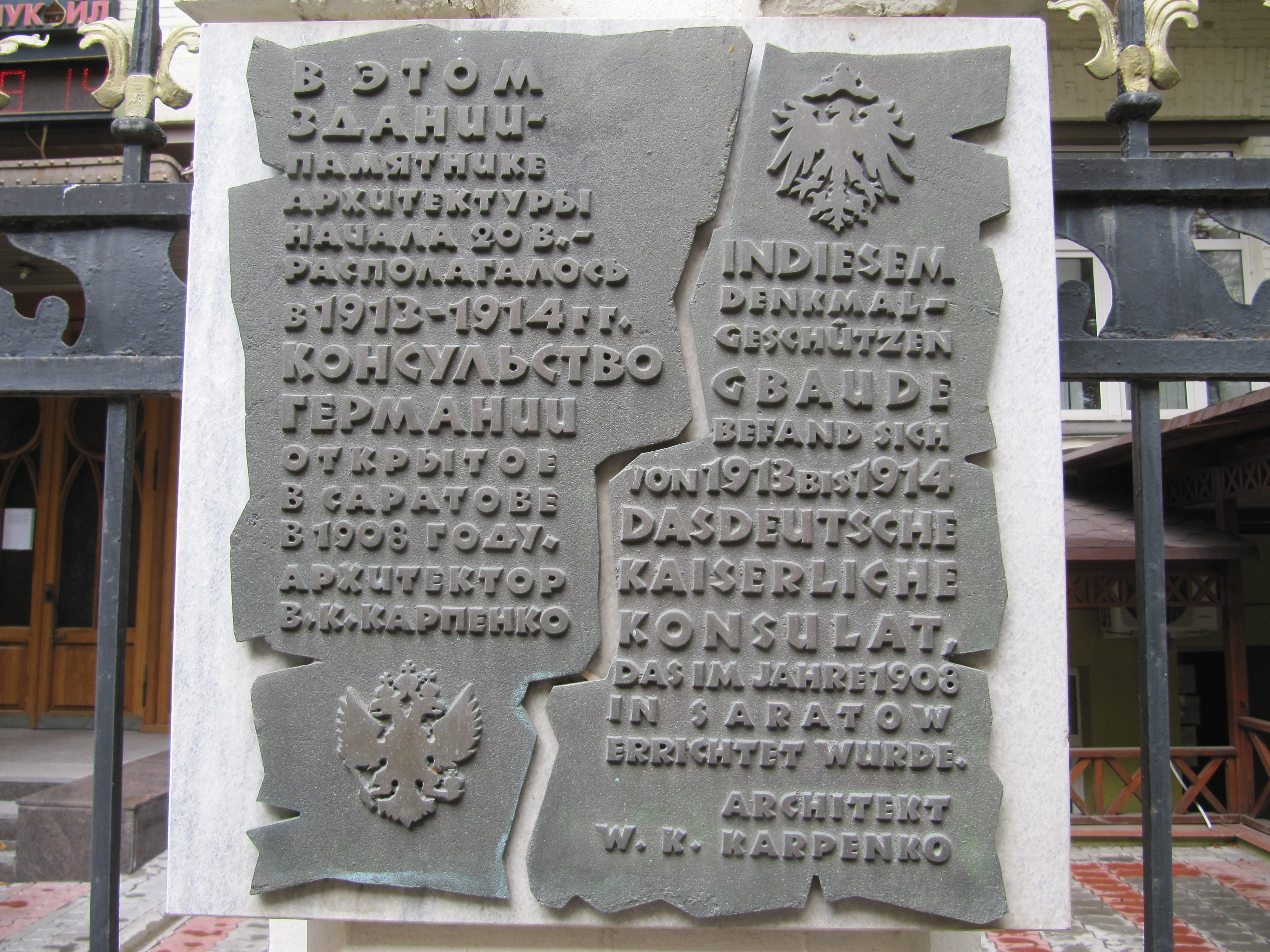
Здание аэроклуба памятная плита Германии
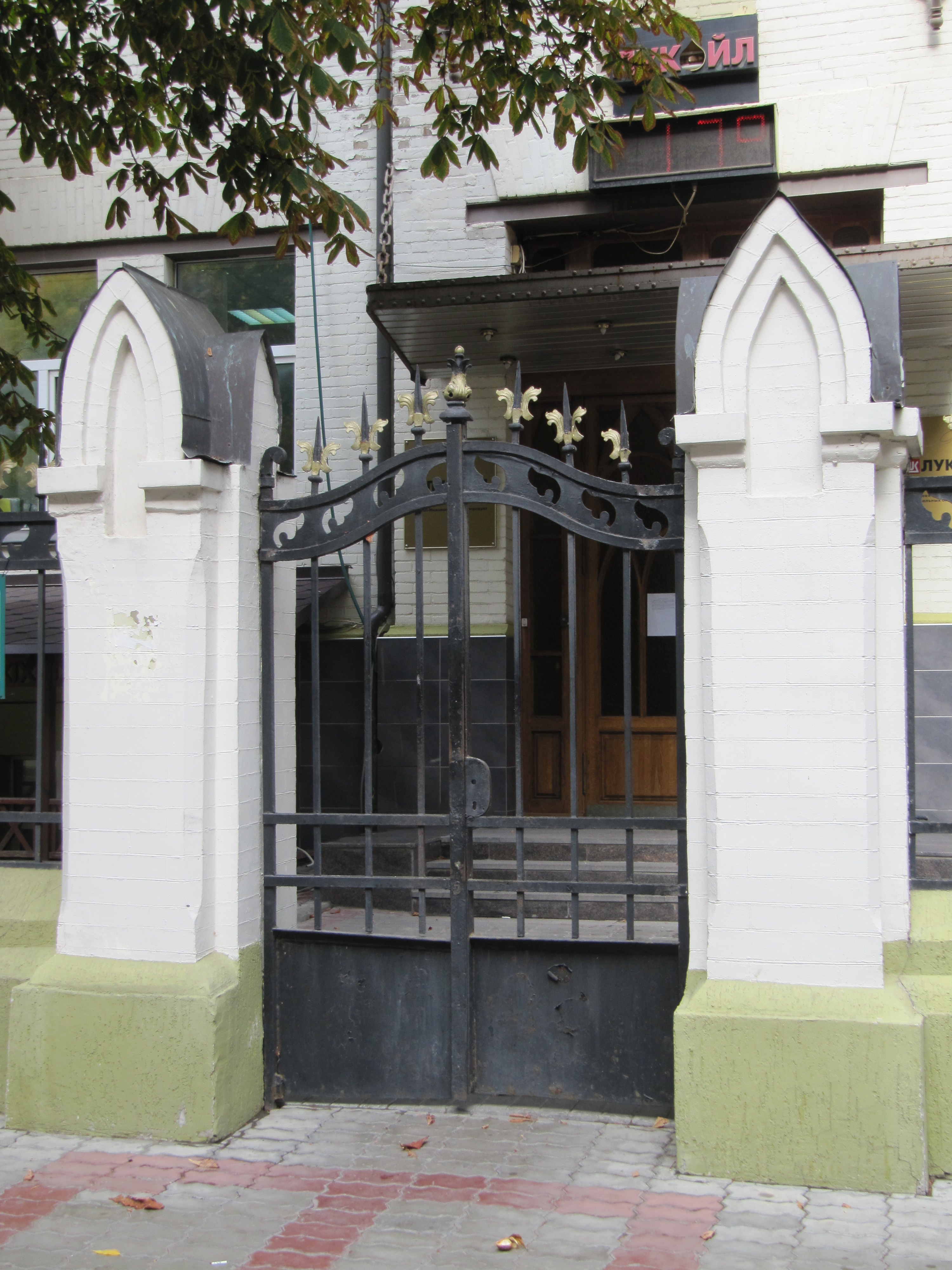
Здание аэроклуба ворота
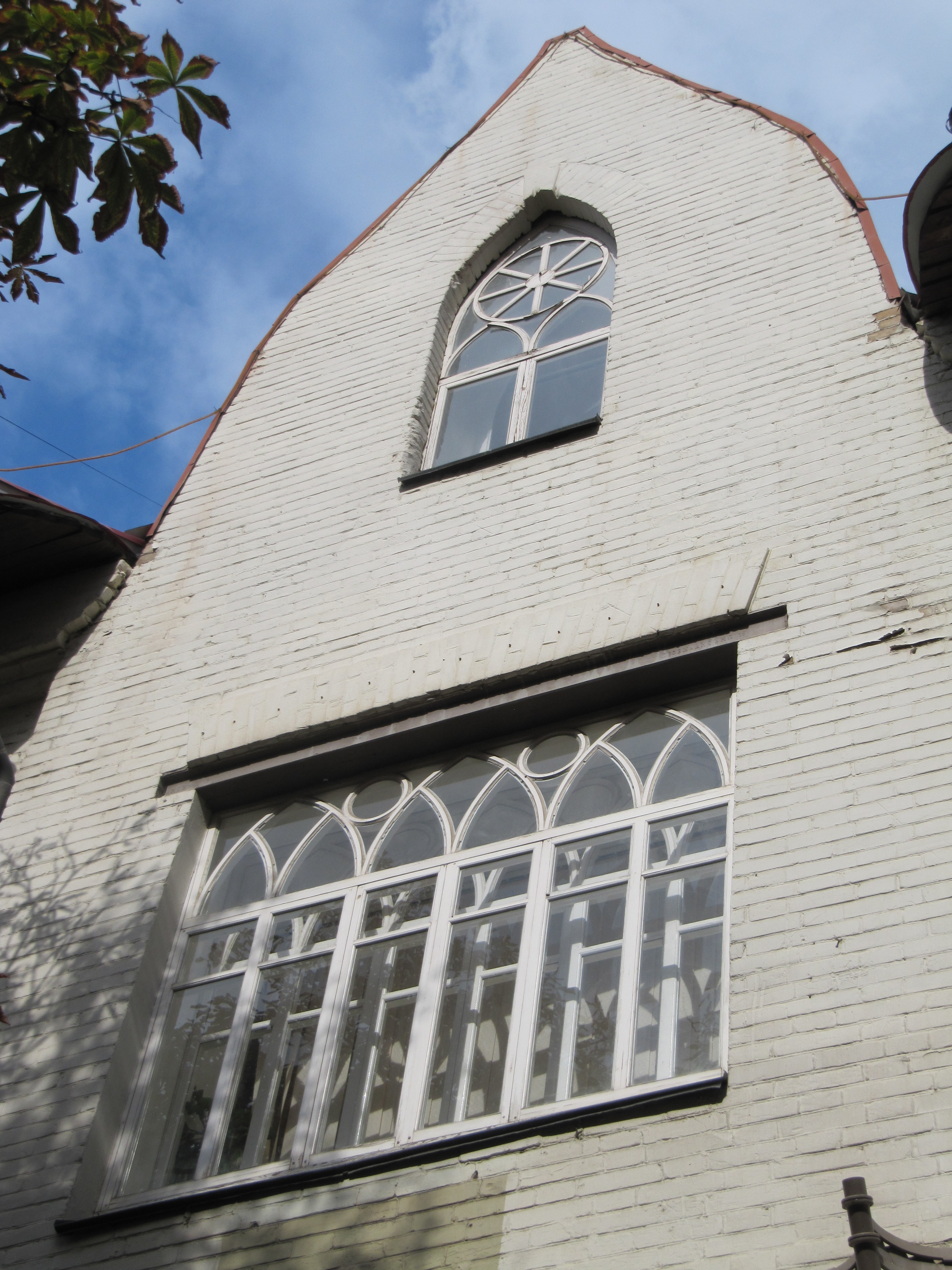
Здание аэроклуба старинные окна
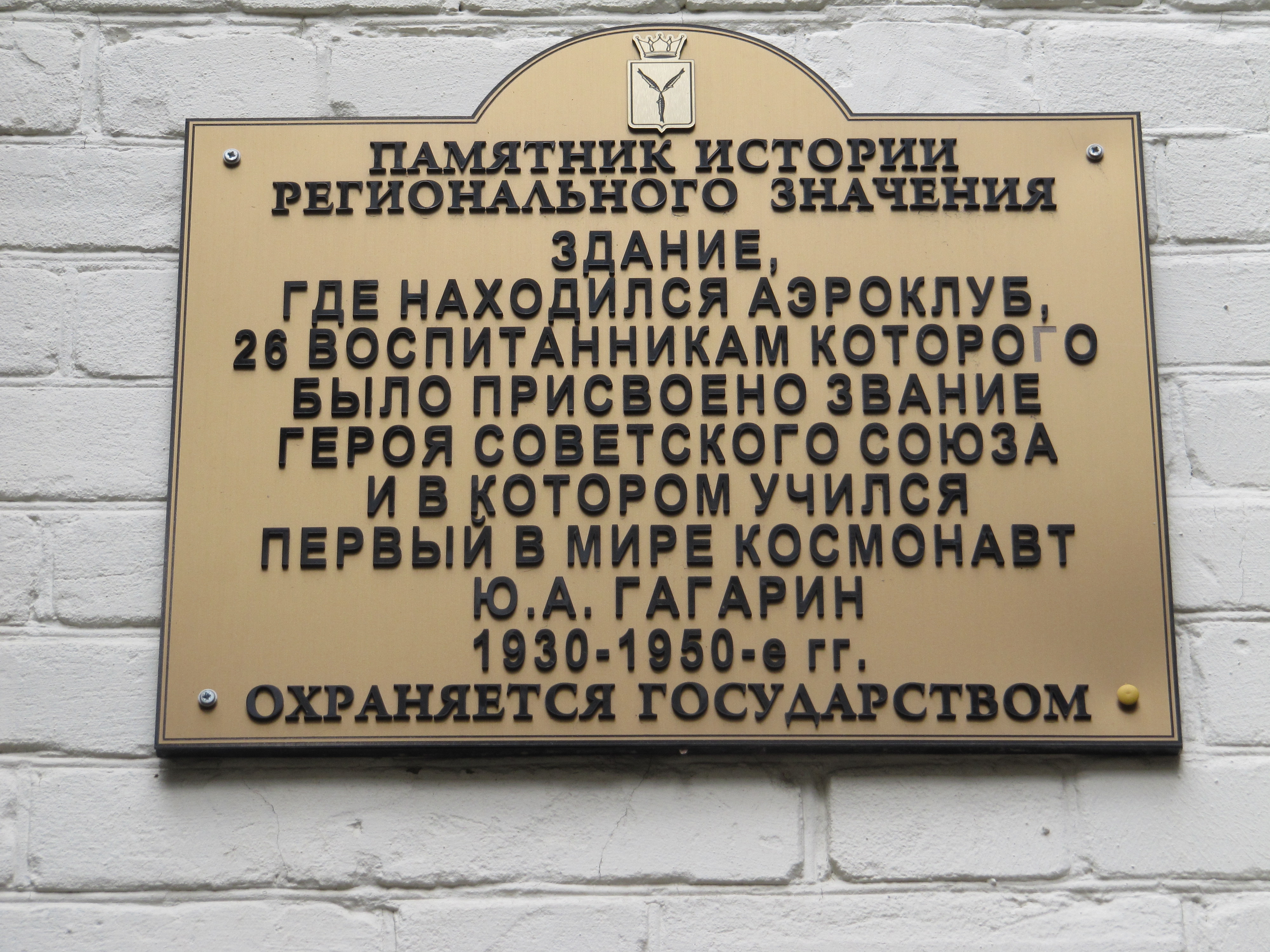
Здание аэроклуба памятная табличка
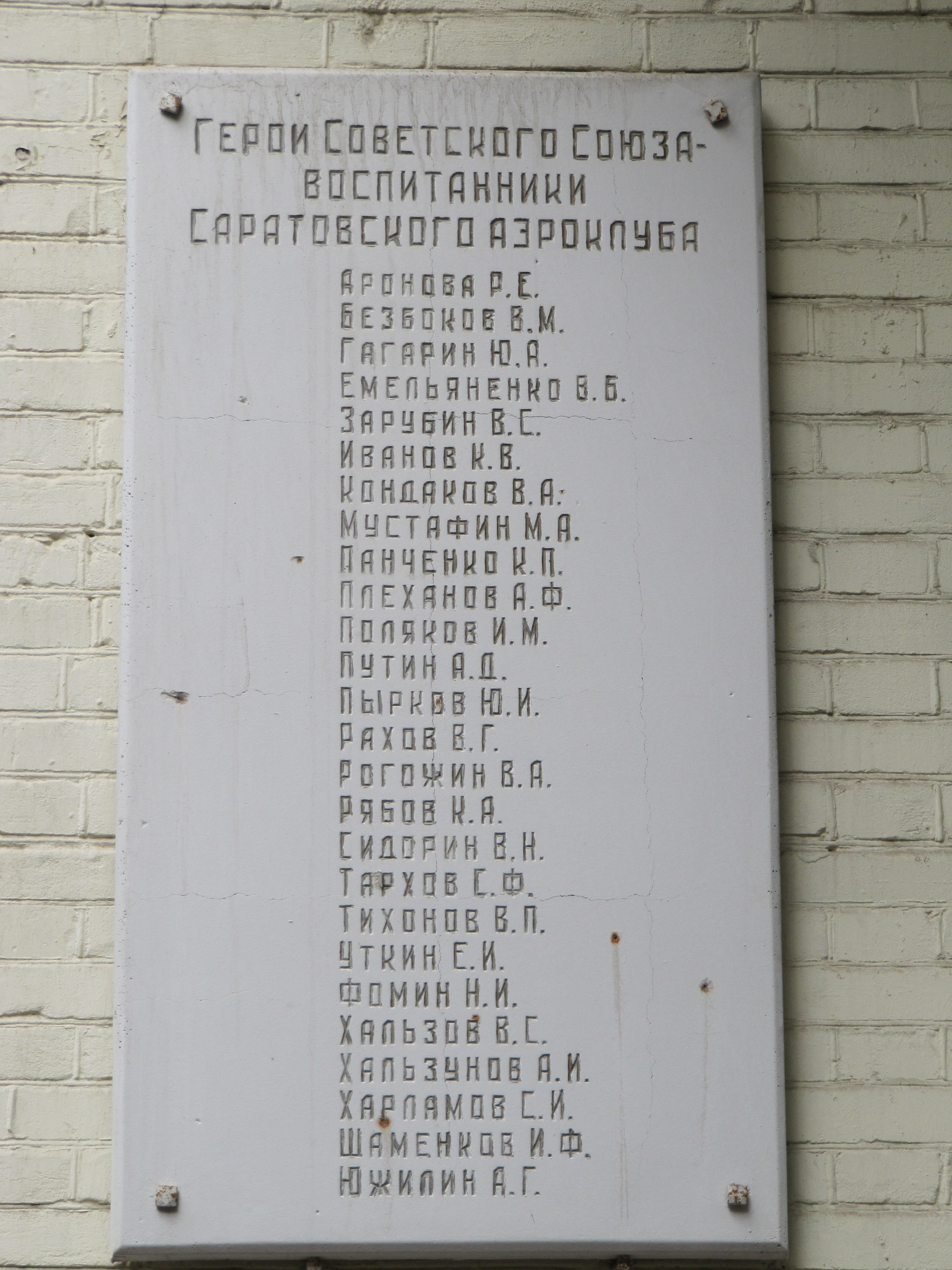
Герои Советского союза
Гагарин Ю.А.